# 滦州兵变
滦州兵变，又称滦州兵谏，初爲辛亥革命时期直隶滦州发生的一场争取君主立宪政纲的兵變事件。其后，发展爲支持同盟會的滦州起义。

## 滦州兵谏
1911年10月10日，同盟會武昌发生革命武装起义。
10月29日，新军第二十镇统制张绍曾收到天津兵给司令部副官、同盟会秘密会员彭家珍急电，要张在滦州扣留由彭负责押运的军火。张见电即刻行事，共截获枪5000支，子弹500万发。之后，张联名第三十九协协统伍祥祯、四十协协统潘榘楹、第二混成协协统蓝天蔚、第三镇第五协协统卢永祥等，在直隶滦州通电，向清政府提出类似最后通牒的“十二条政纲”：
1. 大清皇帝万世一系。
2. 于本年内召集国会。
3. 宪法由国会起草，以皇帝之名义宣布之，但皇帝不得加以修正或否认。
4. 缔结条约及讲和，由国会取决，以皇帝之名义行之。
5. 皇帝统率海陆军，但对国内用兵时，必经国会议决。
6. 不得以命令施行“就地正法，格杀勿论”之事。
7. 特赦国事犯。
8. 组织责任内阁，总理大臣由国会选举后，以皇帝敕任之，其他国务大臣由总理大臣推荐任之。皇族不得为国务大臣。
9. 国会有修宪之提议权。
10. 本年度预算未经国會议决，不得适用前年度之预算支出。
11. 增重人民之负担，须由国会议决。
12. 宪法及国会法之制定，军人有参与权。

同盟會滦州兵谏的同日，革命党在太原发动起义，宣布山西独立，起义军持枪冲入巡抚衙门，阎锡山质问巡撫陆钟琦是否参加起义，陆钟琦断然拒绝，被革命党乱枪击毙。滦州、山西东西呼应，给清廷以极大威胁。清廷急忙将滦州以西的火车车皮（即車廂，多指貨車）全部集中于京，以防滦军乘车西进。
11月1日，清廷授袁世凯为内阁总理大臣。11月3日参考十二条政纲，制定并颁布《宪法重大信条十九条》。
11月4日，调第六镇统制吴禄贞署理山西巡抚。
11月5日，朝廷任命张绍曾为“长江宣抚大臣”，调离滦州，削去兵权。
11月6日，清廷以宣統帝名義下罪己诏，释放革命党刺客汪精卫、黄复生。
11月7日，吴禄贞被刺于石家庄火车站，副官周维桢和张世膺同时殉难。张绍曾在吴禄贞被刺后被迫交出兵权，避居天津英租界。
之后清廷和袁世凯提拔潘榘楹为第二十镇统制，将七十七标移至锦州，七十八标调往关外，第七十九标团部及三营驻扎在滦州车站，一、二营驻扎在滦州北关“直隶第三师范学校”院内，第八十标开到临榆（抚宁）。这样把二十镇分散调开，化整为零。将第三镇由东北调至廊坊，切断了第二十镇与第六镇会合的可能。
之后蓝天蔚被逼离开奉天，至此滦州兵谏平息。

## 滦州起义

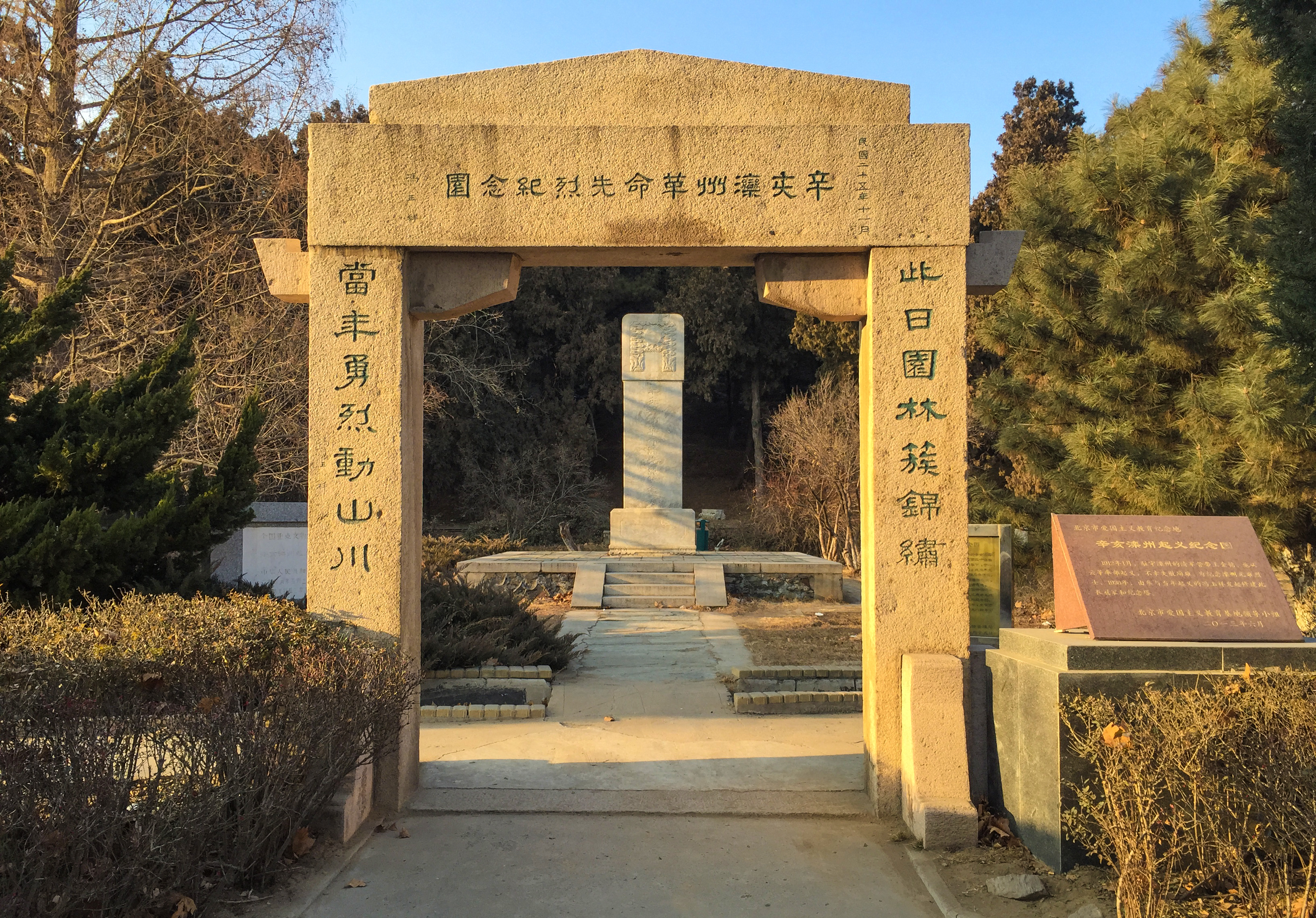
位于北京市海淀区温泉地区显龙山的辛亥滦州革命先烈纪念园

第二十镇七十九标一营管带王金铭、二营管带施从云曾建议张绍曾，趁此时机与吴禄贞、蓝天蔚联合起义，但张犹豫不决。后吴禄贞被袁世凯派刺客暗杀，蓝天蔚逃亡到上海，此事未果。张绍曾被王金铭派人送到天津租界避居。
此后，王金铭、施从云和第二十镇第八十标三营管带冯玉祥等人和天津同盟會的革命党组织——北方共和会（会长为白雅雨）取得联系，秘密筹饷并策动起义。1912年1月，王、施等接受同盟会指示发动起义，1月3日宣布滦州独立，成立“北方革命军政府”，推王金铭为大都督、施从云为总司令、冯玉祥为总参谋长，通电全国。
清朝通永鎮總兵王怀庆率部于1月10日镇压了滦州起义。王、施等率部西进，在雷庄与清军遭遇，王、施被诱至清军营地谈判，被伏兵逮捕后遭枪决，白雅雨等兵败突围，也遭到枪杀。冯玉祥逃脱。

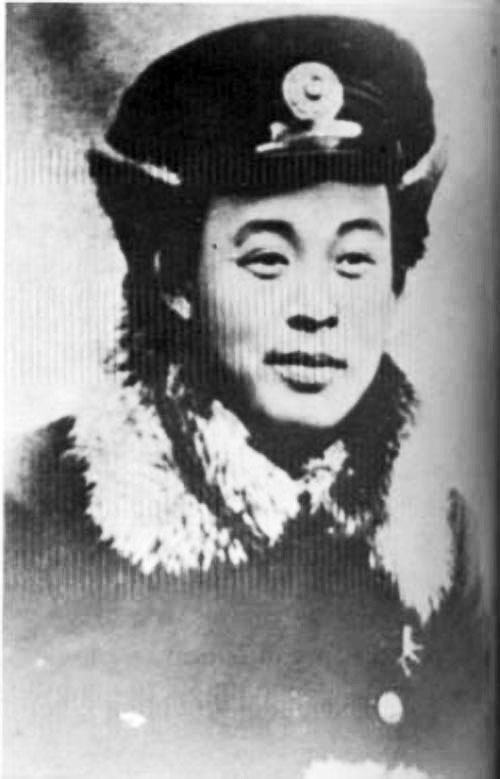
王金铭
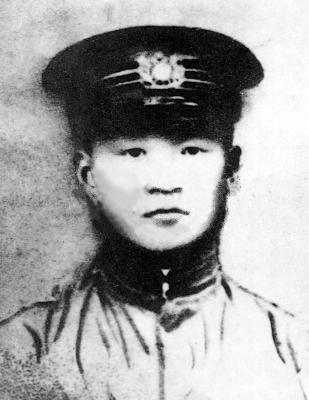
施从云
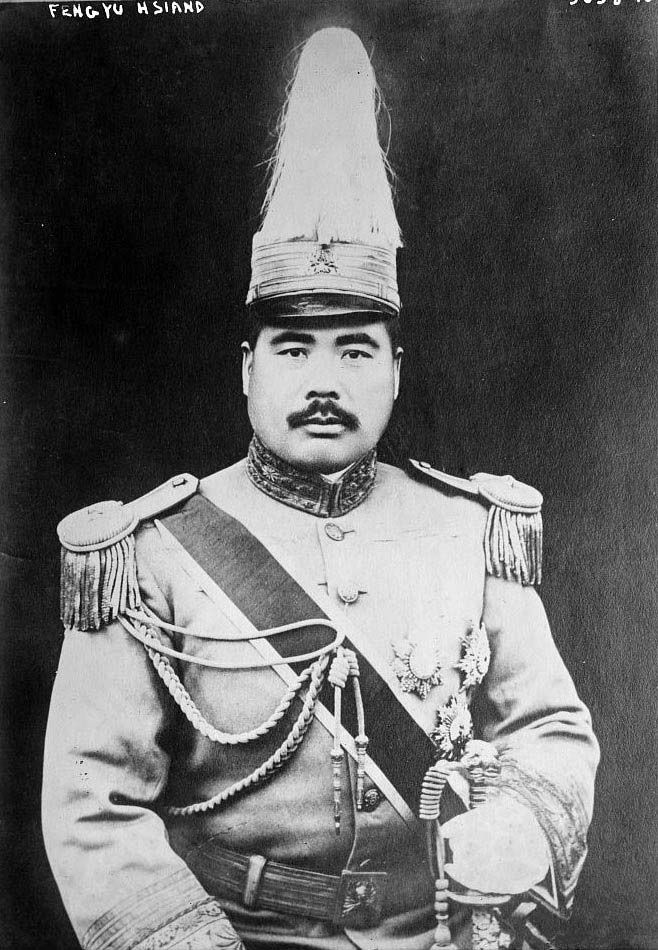
冯玉祥
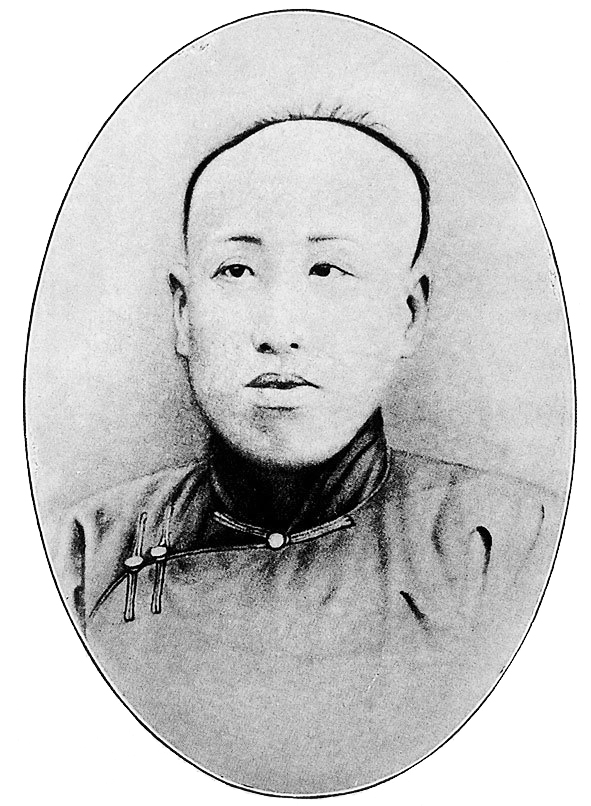
白毓昆

### 引用
1. ↑  李剑农《戊戌以后三十年中国政治史》第111页